# Dreieck Fulda
De Autobahndreieck Fulda is een knooppunt in de Duitse deelstaat Hessen. Op dit trompetknooppunt bij de stad Fulda, sluit de A66 vanuit Frankfurt am Main aan op de A7 (Deense grens-Oostenrijkse grens).

## Geografie
Het knooppunt ligt in de gemeente Eichenzell. Nabijgelegen steden en dorpen Dipperz, Neuhof en Fulda. Het knooppunt ligt ongeveer 10 km ten zuidoosten van het centrum van Fulda, ongeveer 85 km ten noordoosten van Frankfurt am Main en ongeveer 80 km ten noordwesten van Würzburg. Nabij het knooppunt stroomt de rivier de Fulda, die door beide snelwegen wordt gekruist. Niet ver van het knooppunt liggen de natuurgebieden Hessische Rhön en Hessischer Spessart.

## Rijstroken
Nabij het knooppunt hebben beide snelwegen 2x2 rijstroken. De verbindingsweg vanuit Frankfurt am Main richting de Hattenbacher Dreieck heeft twee rijstroken, alle andere verbindingswegen hebben één rijstrook.

## Verkeersintensiteiten
| Van                  | Naar                           | Gemiddeld aantal voertuigen per dag | Percentage vrachtverkeer |
| -------------------- | ------------------------------ | ----------------------------------- | ------------------------ |
| AS Fulda-Mitte (A 7) | AD Fulda                       | 40.200                              | 22,2 %                   |
| AD Fulda             | AS Bad Brückenau-Volkers (A 7) | 37.200                              | 22,7 %                   |
| AS Eichenzell (A 66) | AD Fulda                       | 16.900                              | 15,6 %                   |

## Richtingen knooppunt
| Aansluitende wegen                     | Aansluitende wegen | Aansluitende wegen | Aansluitende wegen | Aansluitende wegen                              |
| -------------------------------------- | ------------------ | ------------------ | ------------------ | ----------------------------------------------- |
| richting Fulda-Süd / Hanau Frankfurt   |                    |                    |                    | richting Fulda-Mitte / Erfurt Kassel / Hannover |
|                                        |                    |                    |                    |                                                 |
|                                        |                    |                    |                    |                                                 |
|                                        |                    |                    |                    |                                                 |
| richting Würzburg Neurenberg / München |                    |                    |                    |                                                 |